# Белопегави сафир
Белопегави сафир (лат. Iolaus lulua, енгл. white spotted sapphire) је врста инсекта из реда лептира (Lepidoptera) и породице плаваца (Lycaenidae).

## Распрострањење
Ареал врсте је ограничен на једну државу — Јужноафричка Република је једино познато природно станиште врсте.

## Угроженост
Ова врста се сматра рањивом у погледу угрожености врсте од изумирања.